# Bolo de noiva
Bolo de noiva é artigo tradicional da culinária pernambucana.
Tendo como inspiração os bolos de frutas ingleses, foi adaptado pelas confeiteiras de Pernambuco.

## Patrimônio de Pernambuco
A partir de pesquisa histórica e informações culinárias, houve proposta de inclusão de sua receita como Patrimônio de Pernambuco feita pela professora de gastronomia Cristiane Boulitreau De Menezes Barros, da Faculdade de Culinária do SENAC, sendo aprovada pela Assembleia Legislativa do estado, através de Resolução nº 1.744/2021, de 1º de julho de 2021, publicada no Diario Oficial de Pernambuco.

## Ingredientes
Tendo como influência os bolos de frutas ingleses, o Bolo de Noiva Pernambucano leva, em sua composição, farinha de trigo, ovos, vinho tinto, ameixa e frutas cristalizadas, que lhe dão um aspecto escuro, semelhante a chocolate, e boa consistência.